# Genre
En genre (svenskt uttal /ˈɧaŋer/ av franska, genre /ʒɑ̃ʀ/, "sort" eller "typ") är en inriktning eller underordning av en konstform. Begreppet används för att kategorisera uttryckssätt inom olika konstformer. 
Ordet genre är ett lån från latinets genus, klass, släkte, börd, kön. Det ställs inom estetiken ofta som motsats till originalitet. Fransmannen Roland Barthes lanserade en alternativ benämning: formspråk. till vilket han hänförde form som är bunden av klass, tid, med mera.

## Genreteorier
Definitionerna av begreppet genre har mångfaldigats sedan antiken. Enligt det klassiska synsättet, som framträder i Aristoteles Om diktkonsten med flera verk, är genrerna generiska klassifikationssystem, i vilket en konstform indelas i underordningar. Dessa underordningar kännetecknas även av olika normer i såväl form som innehåll. Sedan 1700-talet har alternativa definitioner presenterats, framför allt att genrerna inte strikt kan skiljas från varandra.
En annan definition som förespråkas av E.D. Hirsch är att genrerna är typer, det vill säga att de olika verken i en genre kan uppvisa särdrag, men att de ändå identifieras genom deras likhet med andra verk i genren. Liknande definitioner förekom under renässansen i Italien, där de definierades som arter; senare har det av bland annat Bennison Gray föreslagits att arterna är inordnade i släkten, detta i likhet med den naturvetenskapliga taxonomin (se Linnés sexualsystem), och ytterligare andra att genrer ska förstås som släktskap, att vissa släktdrag kan urskiljas. Den senare teorin förespråkas av Ludwig Wittgenstein, och är en vidareutveckling av Hegels genreteori som utgår från den naturliga ordningen och konstens väsen.
Vissa forskare under början av 1900-talet var kritiska mot genrebegreppet; dit hör Benedetto Croce som menar att de är "pseudonormativa". Alastair Fowler definierar genrerna som traditioner, "en sekvens av påverkan och imitation och nedärvda koder som förbinder verk". Genrer förändras, menar Fowler, varför de inte kan beskrivas alltför ingående utan en historisk betraktelse, då de samtidigt är en del av det kulturella arvet.

## Genrer efter konstform

### Genrer inom litteratur
Litteraturvetenskapen och poetiken delar traditionellt upp litteraturen i tre huvudgenrer: lyrik, epik och dramatik. De narrativa konstformerna, inbegripet film, har därefter indelats i komedier och tragedier; ursprungligen var dessa undergenrer av dramat. Andra undergenrer har sedan uppkommit inom de narrativa konstarterna, såsom skräcklitteratur eller romantik. 
De litterära genrerna kan ta sin utgångspunkt i innehåll (deckare, kärleksroman, herderoman), i form (experimentell roman, brevroman), stil (magisk realism, humor), målgrupp (barnbok, ungdomsroman), upphovsman (arbetarlitteratur, el boom), verklighetsförankring (nyckelroman, historisk roman), syfte (idéroman, underhållningslitteratur), med mera. 
Sedan 1800-talet har stilistiskt högtstående facklitteratur och sakprosa alltmer erkänts som litteratur. Därigenom har en övergripande genreindelning uppkommit mellan å ena sidan facklitteratur eller sakprosa och å andra sidan skönlitteratur.

### Genrer inom bildkonsten
Inom bildkonsten uppstår ofta missförstånd då begrepp som "genrebild" och "genremåleri" inte har likartad betydelse med ordet "genre".
- Med genre avses en viss motivtyp, som till exempel landskapsmåleri, porträtt eller stilleben.
- I sammansättningar såsom genrebild, genremåleri, genremålare, genrekonst syftar man på bilder med motiv från vardagslivet.[2][3]

### Genrer inom datorspel
Även inom datorspel delas spel ofta in i genrer. Speltyperna kan till exempel vara strategi, förstapersonskjutare eller arkad. Nedan följer en ett urval av genrer inom datorspel.
- Strategi
- Arkad
- Förstapersonsskjutare (vanligtvis förkortat FPS, dock ej att förväxlas med frames per second, som också ofta används i samband med datorspel)
- Tredjepersonsskjutare (vanligtvis förkortat TPS)
- Sport
- Pussel
- Brädspel (det vill säga konvertade till elektronisk form)
- Action
- Online-spel (se även MMORPG)
- Rollspel

### Andra områden
Andra områden där genrebegrepp används är TV-serier och musik, m.m. Se vidare under filmgenre och musikgenre.